# Debra
Debra (auch Debrah) ist ein weiblicher Vorname.

## Herkunft und Bedeutung
Debra ist eine englische Kurzform des Vornamens Debora, der aus dem Hebräischen stammt und „Biene“ bedeutet.
Der Name war von 1950 bis 1974 in den TOP-100 der amerikanischen Vornamen und erreichte 1956 mit dem zweiten Platz seine Spitzenposition. Seit 1999 ist er nicht mehr in den TOP-1000 vertreten.

## Namensträgerinnen
- Debra Armstrong (* 1954), US-amerikanische Sprinterin
- Debra Baptist-Estrada (* 20. Jahrhundert), belizische Zollbeamtin
- Debra Blee (* 1958), US-amerikanische Schauspielerin
- Debra Christofferson (* 1963), US-amerikanische Schauspielerin
- Debra Daniel (* 1991), mikronesische Schwimmerin
- Debra DeLee (geb.  Debra Epstein; * 1948), US-amerikanische Politikerin der Demokratischen Partei
- Debra Elmegreen (* 1952), US-amerikanische Astronomin
- Debrah Farentino (* 1959), US-amerikanische Filmschauspielerin
- Debra Feuer (* 1959), US-amerikanische Schauspielerin
- Debra Fischer (* 1953), US-amerikanische Astronomin und Entdeckerin extra-solarer Planeten
- Debra Granik (* 1963), US-amerikanische Filmregisseurin, Drehbuchautorin und Kamerafrau
- Debra Hamel (* 1964), US-amerikanische Althistorikerin
- Debra Hill (1950–2005), US-amerikanische Drehbuchautorin und Filmproduzentin
- Debra Messing (* 1968), US-amerikanische Schauspielerin
- Debra Monk (* 1949), US-amerikanische Schauspielerin und Sängerin
- Debra Mooney (* 1947), US-amerikanische Schauspielerin
- Debra Neil-Fisher (* 1958), US-amerikanische Filmeditorin
- Debra O’Connor (* 1966), Badmintonspielerin aus Trinidad und Tobago
- Debra Paget (geb. Debralee Griffin; * 1933), US-amerikanische Schauspielerin
- Debra Roberts (* 1961), südafrikanische Biogeographin und Klimatologin
- Debra Jo Rupp (* 1951), US-amerikanische Schauspielerin
- Debra Sapenter (eigentlich Deborah Elaine Sapenter; * 1952), US-amerikanische Sprinterin
- Debra Satz, US-amerikanische Philosophin und Politologin
- Debrah Scarlett (* 1993), norwegisch-schweizerische Sängerin (Pop)
- Debra Winger (* 1955), US-amerikanische Schauspielerin

## Sonstiges
- Die Linux-Distribution Debian ist nach Debra und Ian Murdock benannt